# Mörshausen (Spangenberg)
Mörshausen ist ein Stadtteil der Stadt Spangenberg im nordhessischen Schwalm-Eder-Kreis.

## Geographie
Mörshausen liegt etwa 2 km westlich der Kernstadt an der B 487 und wird von der Pfieffe durchflossen. Die Gemarkung von Mörshausen grenzt an den Malsberg, eine Erhebung nahe Spangenberg. Ebenso grenzt die Gemarkung an die der Gemeinde Morschen und die der Stadt Melsungen (beide Schwalm-Eder-Kreis). Durch die Gemarkung führt auch die Pfieffetalbrücke der Schnellfahrstrecke Hannover–Würzburg. Nachbardörfer sind Adelshausen (zu Melsungen) und die Kernstadt.

## Geschichte
Die älteste bekannte urkundliche Erwähnung  des Ortes erfolgte unter dem Namen „Meinbrateshusen“ im Jahre 920 im Codex Eberhardi, wahrscheinlich handelt es sich um Mörshausen. Das heute bekannte Mörshausen wurde jedoch erst 1209 in einer Urkunde des Fritzlar Petersstiftes erwähnt.
Die bis dahin selbständige Gemeinde Mörshausen wurde zum 1. April 1971 im Zuge der Gebietsreform in Hessen auf freiwilliger Basis in die Stadt Spangenberg eingemeindet. Für Mörshausen wurde ein Ortsbezirk mit Ortsbeirat und Ortsvorsteher nach der Hessischen Gemeindeordnung gebildet.

## Bevölkerung
Einwohnerstruktur 2011
Nach den Erhebungen des Zensus 2011 lebten am Stichtag dem 9. Mai 2011 in Mörshausen 360 Einwohner. Darunter waren 9 (2,5 %) Ausländer.
Nach dem Lebensalter waren 60 Einwohner unter 18 Jahren, 168 zwischen 18 und 49, 72 zwischen 50 und 64 und 60 Einwohner waren älter. Die Einwohner lebten in 168 Haushalten. Davon waren 60 Singlehaushalte, 39 Paare ohne Kinder und 51 Paare mit Kindern, sowie 18 Alleinerziehende und 3 Wohngemeinschaften. In 15 Haushalten lebten ausschließlich Senioren und in 129 Haushaltungen lebten keine Senioren.
Einwohnerentwicklung
- 1585: 40 Haushaltungen[2]
- 1747: 44 Haushaltungen[2]

| Mörshausen: Einwohnerzahlen von 1834 bis 2019 | Mörshausen: Einwohnerzahlen von 1834 bis 2019 | Mörshausen: Einwohnerzahlen von 1834 bis 2019 | Mörshausen: Einwohnerzahlen von 1834 bis 2019 | Mörshausen: Einwohnerzahlen von 1834 bis 2019 |
| --- | --------------------------------------------- | --------------------------------------------- | --------------------------------------------- | --------------------------------------------- |
| Jahr |                                               |                                               |                                               | Einwohner                                     |
| 1834 | 1834                                          |                                               | 376                                           | 376                                           |
| 1840 | 1840                                          |                                               | 403                                           | 403                                           |
| 1846 | 1846                                          |                                               | 436                                           | 436                                           |
| 1852 | 1852                                          |                                               | 399                                           | 399                                           |
| 1858 | 1858                                          |                                               | 372                                           | 372                                           |
| 1864 | 1864                                          |                                               | 379                                           | 379                                           |
| 1871 | 1871                                          |                                               | 323                                           | 323                                           |
| 1875 | 1875                                          |                                               | 330                                           | 330                                           |
| 1885 | 1885                                          |                                               | 350                                           | 350                                           |
| 1895 | 1895                                          |                                               | 335                                           | 335                                           |
| 1905 | 1905                                          |                                               | 300                                           | 300                                           |
| 1910 | 1910                                          |                                               | 311                                           | 311                                           |
| 1925 | 1925                                          |                                               | 309                                           | 309                                           |
| 1939 | 1939                                          |                                               | 307                                           | 307                                           |
| 1946 | 1946                                          |                                               | 486                                           | 486                                           |
| 1950 | 1950                                          |                                               | 469                                           | 469                                           |
| 1956 | 1956                                          |                                               | 395                                           | 395                                           |
| 1961 | 1961                                          |                                               | 393                                           | 393                                           |
| 1967 | 1967                                          |                                               | 387                                           | 387                                           |
| 1980 | 1980                                          |                                               | ?                                             | ?                                             |
| 1990 | 1990                                          |                                               | ?                                             | ?                                             |
| 2000 | 2000                                          |                                               | ?                                             | ?                                             |
| 2011 | 2011                                          |                                               | 360                                           | 360                                           |
| 2019 | 2019                                          |                                               | 381                                           | 381                                           |
| Datenquelle: Historisches Gemeindeverzeichnis für Hessen: Die Bevölkerung der Gemeinden 1834 bis 1967. Wiesbaden: Hessisches Statistisches Landesamt, 1968. Weitere Quellen: LAGIS; Stadt Spangenberg:; Zensus 2011 |                                               |                                               |                                               |                                               |

Historische Religionszugehörigkeit
| • 1885: | 350 evangelische (= 100 %) Einwohner                               |
| • 1961: | 341 evangelische (= 86,77 %), 41 katholische (= 10,43 %) Einwohner |

## Politik
Der Ortsbeirat besteht aus fünf Personen, davon gehören drei der SPD und zwei der Gemeinschaftsliste Mörshausen an. Bei der Kommunalwahl 2021 lag die Wahlbeteiligung bei 54,82 %. Ortsvorsteherin ist Annelie Deist.

## Kultur und Infrastruktur
Wie in jedem anderen Stadtteil Spangenbergs gibt es auch in Mörshausen eine Freiwillige Feuerwehr. Außerdem findet man in Mörshausen einen Landfrauenverein. Im Umland ist Mörshausen vor allem für das alljährlich stattfindende Lindenfest bekannt.
Die Mörshäuser nennt man auch die „Rewwester“. Ein „Rewwester“ ist ein Tontopf mit zwei Griffen und einem Ausgießer, in dem man früher Milch aufbewahrte. Da um Mörshausen herum saftige Wiesen zu finden sind, benötigte man im Ort aufgrund der Viehbestände viele „Rewwester“.
Der gut ausgebaute Radweg R 12 führt direkt durch den Ort.